# Ice Spice
Isis Naija Gaston, född 1 januari 2000, mer känd som Ice Spice, är en amerikansk rappare från Bronx i New York av dominikansk-nigeriansk härkomst. Hon inledde sin musikkarriär 2021 efter att ha träffat den amerikanska skivproducenten RiotUSA.
Ice Spice fick sitt första genombrott i slutet av 2022 med sin låt "Munch (Feelin' U)", som blev viral på Tiktok. Hon följde den med "Bikini Bottom" och "In Ha Mood", som ledde fram till hennes debut-EP, Like..? (2023). Hon fick sin första låt på den amerikanska Billboard Hot 100-listan med låten "Gangsta Boo", ett samarbete med Lil Tjay. Hon fick ytterligare genombrott med samarbetena "Boy's a Liar Pt. 2" (med PinkPantheress), "Princess Diana" (med Nicki Minaj), "Karma" (med Taylor Swift) och "Barbie World" (med Minaj och Aqua), som alla nådde topp 10 på Billboard Hot 100, vilket gjorde Ice Spice till den första artisten att nå fyra topp 10-singlar 2023 på denna lista.

## Uppväxt och utbildning
Isis Naija Gaston föddes den 1 januari 2000 i Bronx i New York där hon växte upp i stadsdelen Fordham Road. Hon är äldst av fem syskon. Hennes far, Joseph Gaston, som var en före detta undergroundrappare, är afroamerikan, medan hennes mor, Charina Almanzar, som arbetade hos en bilhandlare, är från Dominikanska republiken. De skilde sig när Gaston var två år gammal.
Eftersom hennes föräldrar ofta var upptagna med att arbeta tillbringade hon en stor del av sin barndom med sina morföräldrar och kusiner. Hon gick i skola i Bronx tills hon skickades till Sacred Heart High School, en katolsk gymnasieskola i Yonkers. Vid sju års ålder tyckte hon om hiphop efter att ha lyssnat på olika rappare som Lil' Kim och Nicki Minaj, och skrev poesi och freestyle-rap från grundskolan till high school. I en intervju med Billboard förklarade Ice Spice att hon växte upp med att lyssna på sådana som Jay-Z, 50 Cent och Wu-Tang Clan på grund av sin fars rapbakgrund. Hon skrev texter i Notes-appen på sin iPhone, lyssnade på hiphop-instrumentals och rappade till dem. "När jag såg Nicki [Minaj] blev jag så fascinerad," förklarade Ice Spice. "Hon är den första kvinnliga rapparen som jag sett. Och sedan dess har jag varit inställd på vad jag ville bli." Hon valde Ice Spice som artistnamn under sitt första år på high school.
Ice Spice tog examen från Sacred Heart High 2018 och gick på State University of New York at Purchase, där hon var en defensiv specialist på skolans volleybollag och studerade biologi.
Under sitt andra år hoppade Ice Spice av SUNY Purchase och förklarade att hon inte trodde att skolan var rätt för henne och skyllde på sin "ansträngande pendling" för att hon lämnade skolan.
Som den äldsta systern av sina fyra syskon var Ice Spice deras de facto beskyddare. Hon försörjde sig som kassörska på Wendy's och The Gap.

## Karriär

### 2021–2022: Karriärstart
Ice Spice började rappa 2021 efter att ha träffat en skivproducent, RiotUSA, medan hon gick på State University of New York at Purchase. Han producerade hennes debutlåt, "Bully Freestyle", som släpptes i mars 2021. Låten "Name of Love" fick uppmärksamhet på SoundCloud, vilket ledde till att hon blev populär på Instagram.

### 2022–nutid: Genombrott medLike...?
Den 10 augusti 2022 släppte Ice Spice sin låt "Munch (Feelin' U)", tillsammans med en video distribuerad av WorldStarHipHop som huvudsingel från hennes då namnlösa debut-EP, Like..?. Låten blev populär efter att ha fått stöd från Drake, som spelade låten på sin Sirius XM-radiostation, Sound 42. Den blev därefter viral på Twitter och TikTok och hamnade på Billboards Hot R&B/Hip-Hop-Songs och Bubbling Under Hot 100. I september 2022 dök Ice Spice upp som en gästartist på låten "One Time" av B-Lovee. Senare samma månad skrev hon på ett skivkontrakt med 10K Projects och Capitol Records. Ice Spices debut-EP, Like..?, släpptes den 20 januari 2023 och inkluderade singlarna "Munch (Feelin' U)", "Bikini Bottom" och "In Ha Mood".

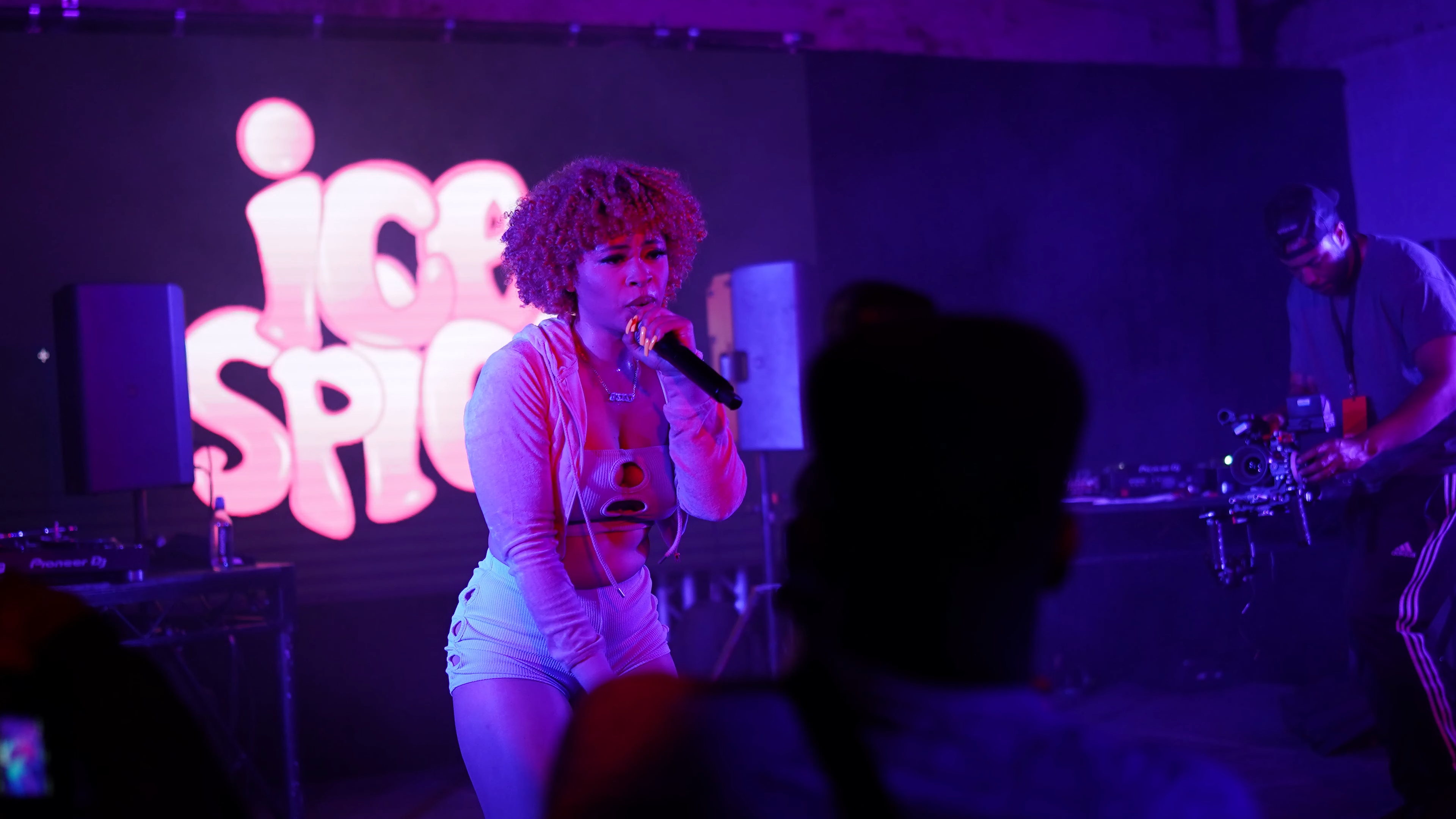
Ice Spice uppträder 2022

Februari 2023 samarbetade Ice Spice med Lil Tjay på hyllningssingeln "Gangsta Boo" till den bortgångne rapparen med samma namn, som blev hennes första låt på Billboard Hot 100 på nr 82. Den 3 februari 2023 släpptes remixen av sångerskan PinkPantheress låt, "Boy's a Liar Pt. 2" med Ice Spice, och tillsvarande musikvideo. Låten toppade som nummer 3 på Billboard Hot 100, den högsta listpositionen för någon av artisterna vid den tiden. I april 2023 släppte hon remixen av "Princess Diana" med Nicki Minaj. Låten nådde som högst nummer fyra på Hot 100, vilket gav Ice Spice hennes andra topp-tio-hit på listan. Den 24 maj 2023 tillkännagavs en remix av Taylor Swifts "Karma" med Ice Spice för release två dagar senare den 26 maj 2023. Remixen är ett bonusspår på specialutgåvorna av Swifts tionde studioalbum, Midnights (2022). En musikvideo till remixen, med Swift och Ice Spice, släpptes den 27 maj. Pitchfork beskrev 2023 som Ice Spices utbrottsår. "Karma" toppade som nummer två på Hot 100, vilket gjorde Ice Spice till artisten med flest Hot 100 topp-fem singlar 2023. Deluxeversionen av Like..? med fem nya låtar släpptes den 21 juli 2023. Den 14 november 2023 antydde hon på ett kommande projekt med titeln "Y2K!", beräknad att släppas 2024.

## Artisteri
Ice Spices musikform är främst Bronx drill. Hennes namn kom från ett "finsta" (falskt Instagramkonto) hon skapade vid 14 års ålder Hon har sagt att hon skriver alla sina egna texter, men hon ser inte sig själv som lyriker.
Ice Spice inspirerades först till att börja rappa av Sheff G och Pop Smoke, och har nämnt Lil' Kim, Nicki Minaj, Cardi B, Foxy Brown och Remy Ma som musikaliska influenser på grund av deras New York-rötter. Hon har även kallat Erykah Badu, Rihanna, Taylor Swift och Lauryn Hill för inspirationer på grund av deras "graciösa änglastämning av tidlös skönhet".

## Privatliv
Ice Spice är bisexuell. Hon flyttade till New Jersey efter att hon slog igenom eftersom hon upptäckte att hon blev för igenkänd i Bronx, där hon växt upp.

## Diskografi
EP
- Like..? (2023)